# Deutsches Kolonialhaus

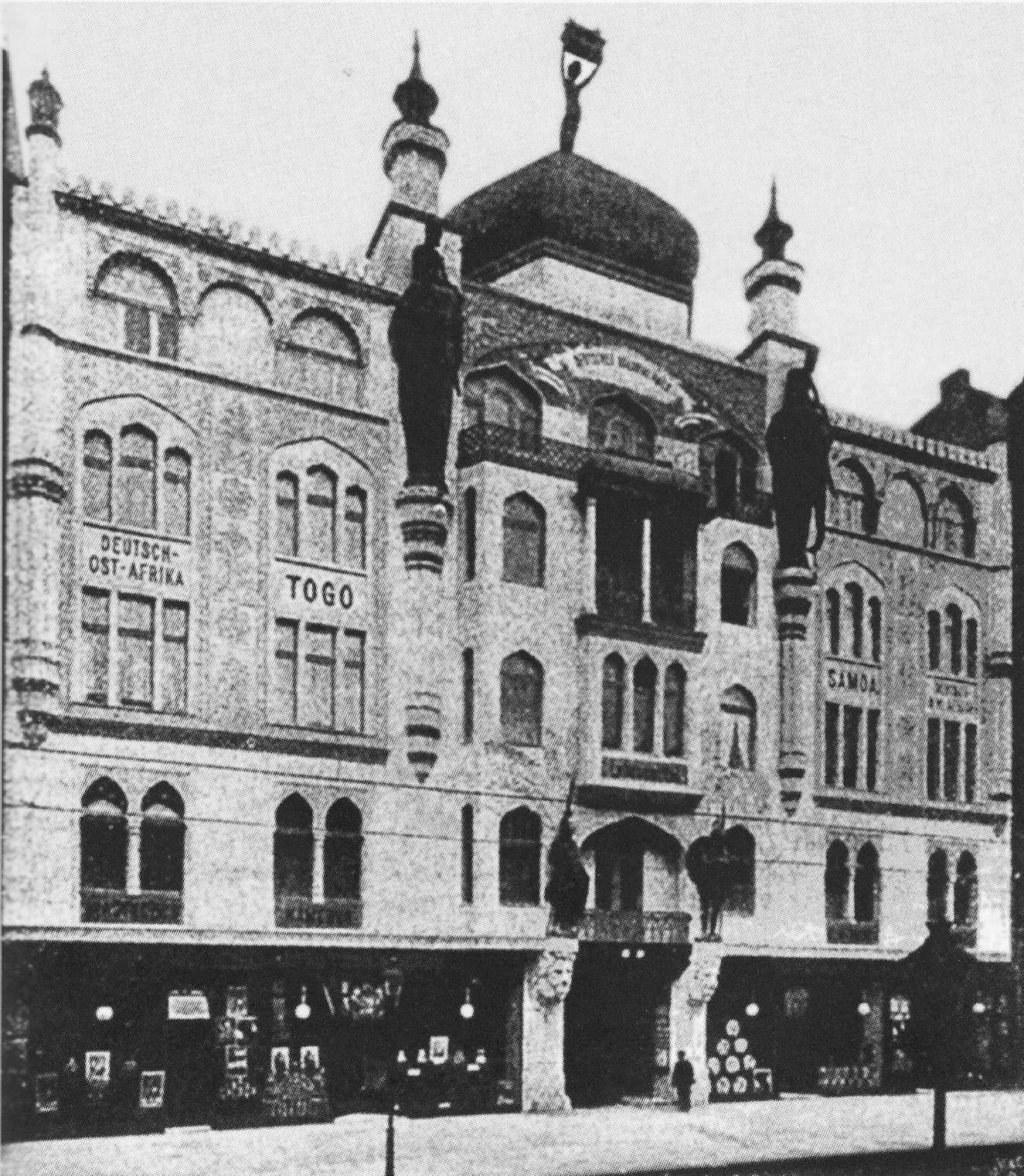
Das Deutsche Kolonialhaus (Lützowstraße 89–90)

Das Deutsche Kolonialhaus war ein deutsches Unternehmen des Berliner Kaufmanns Bruno Antelmann für Produkte aus den deutschen Kolonien. Es hatte seinen Stammsitz in der Jerusalemer Straße 28, bezog jedoch 1903 ein repräsentatives Gebäude an der Lützowstraße (Berlin-Tiergarten).

## Geschichte

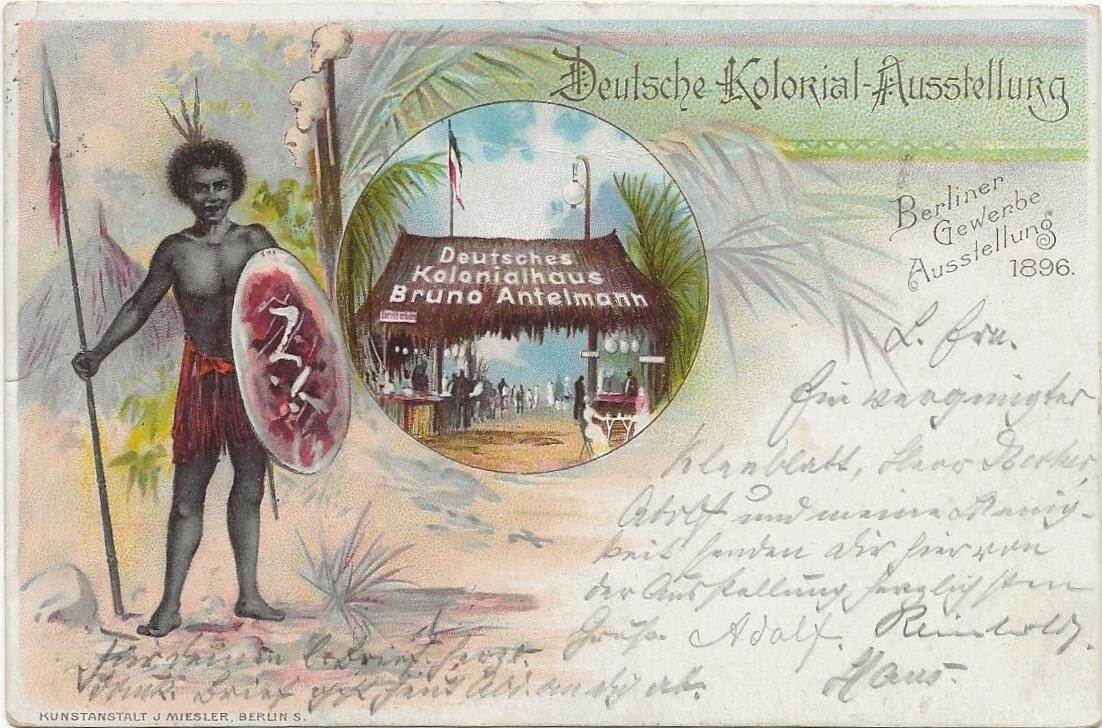
Deutsche Kolonialausstellung 1896

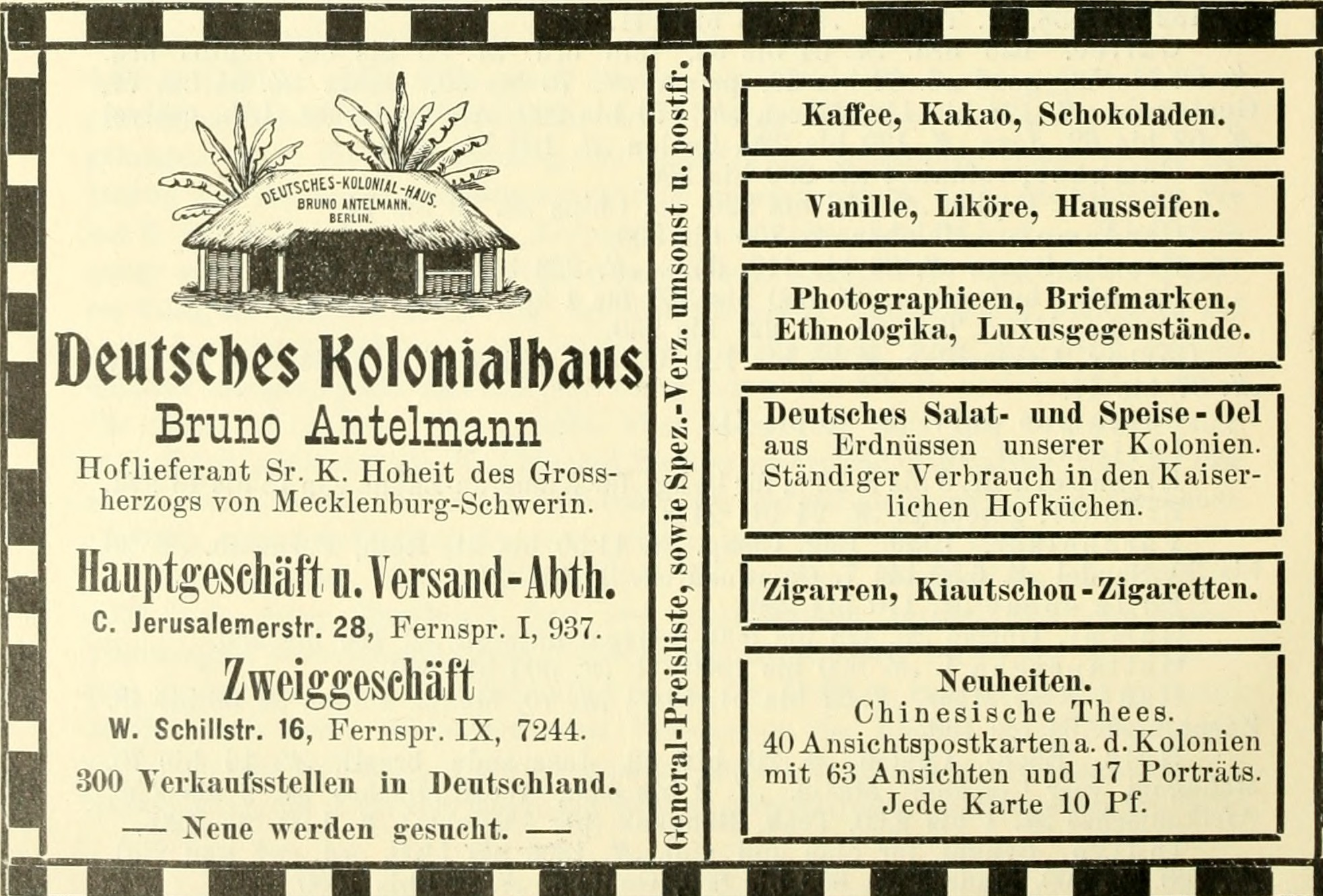
Werbeanzeige des Deutschen Kolonialhauses in der Zeitschrift Der Tropenpflanzer

Bruno Antelmann hatte in den 1880er Jahren eine Kolonialwarenhandlung in der Jerusalemer Straße 28 in Berlin eröffnet. Antelmann spezialisierte sich bald nach Gründung der ersten deutschen Kolonien auf Waren aus „deutschem Anbau“. Im Jahre 1896 war Bruno Antelmann im Bereich der Kolonialwaren in Deutschland führend und so betrieb er auf der 1. Deutschen Kolonialausstellung in Treptow einen eigenen Verkaufsstand.

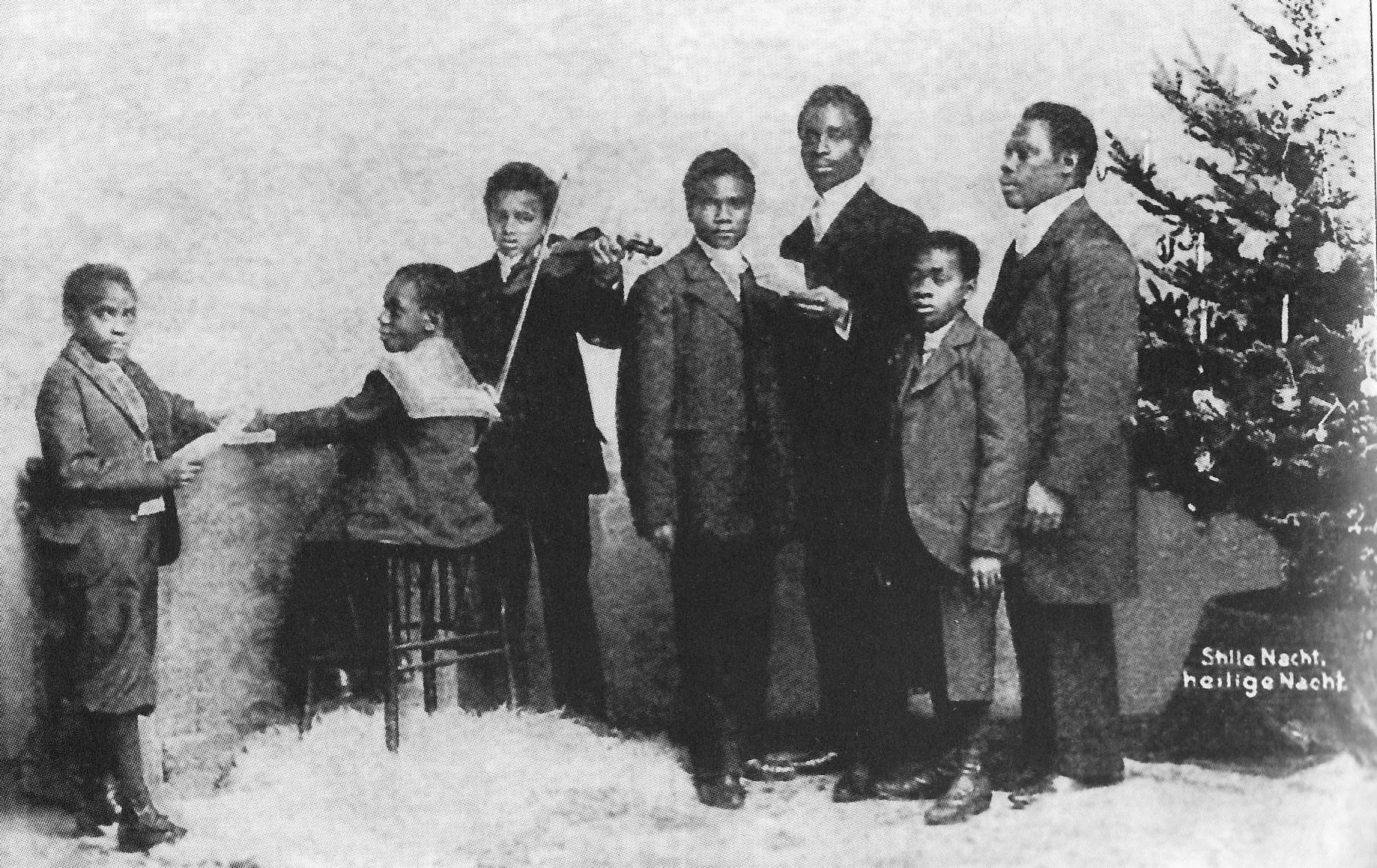
Stille Nacht, heilige Nacht, gesungen von schwarzen Kindern und Jugendlichen: Attraktion im kolonialen Weihnachtsgeschäft

Das Deutsche Kolonialhaus verfügte im Jahr 1900 neben Berlin über Niederlassungen in Dresden, Frankfurt am Main, Leipzig, Kassel, München und Wiesbaden, darüber hinaus existierten mehr als 400 Verkaufsstellen in weiteren deutschen Städten.
1903 wurde das große und prächtige Deutsche Kolonialhaus in der Lützowstraße 89–90 errichtet. Die Architektur orientierte sich dabei an kolonialen Motiven: Die orientalisch aussehende Front mit hochaufragender Kuppel wurde von Statuen berittener Elefanten, Löwen, afrikanischer Krieger und den Namen der deutschen Kolonien geschmückt. Die Ausführung geht auf Rudolf Hellgrewe zurück, der auch die Innenausstattung durch kolonial-inspirierte Deckengemälde bereicherte. Der neue Gebäudekomplex beherbergte in Vorder- und dem über einen Innenhof zu erreichenden Hinterhaus Geschäfts- und Lagerräume, aber auch einen enormen Verwaltungsapparat, der sich wiederum in Aufsichtsrat, die sogenannte „Expeditionsabteilung“ (Organisation von Verpackung und Versand), sowie die Marketing-Abteilung für reichsweite Werbung aufteilte.
Das Deutsche Kolonialhaus bemühte sich, „die Erzeugnisse der deutschen Schutzgebiete unter zuverlässiger Kontrolle ihrer Echtheit dem deutschen Publikum nahezubringen und den deutschen Markt auf diese Weise nach und nach von dem Import fremder Kolonialerzeugnisse immer mehr unabhängig zu machen“. Der Betrieb stand unter der fachlichen Aufsicht der Deutschen Kolonialgesellschaft. Die Produktpalette reichte von „Usambara-Kaffee“, „Samoa-Kakao“, „Kamerun-Schokolade“ über Kokosnussmakronen, Kolonialgebäck, Rohtabak und „Neu-Guinea-Zigarren“ bis hin zu „Kiautschou-Zigaretten“, „Kola-Likör“ und Erdnussöl. Orientalische Waren aus dem verbündeten Osmanischen Reich ergänzten das Angebot.
Doch nicht nur Lebensmittel, auch Ethnographica (Schnitzereien und Schmuck aus Afrika), Wohnaccessoires (zum Beispiel Palmbastmatten, Felle, ausgestopftes afrikanisches Wild) und Kolonialliteratur waren zu haben.
Die Angestellten des Deutschen Kolonialhauses stammten nicht selten selbst aus den deutschen Kolonien und sollten das exotische Flair in den Verkaufsräumen vervollständigen. „Es sind die Söhne angesehener, eingeborener Familien, die zumeist durch die Herrns Gouverneure der einzelnen Schutzgebiete an den Chef des Deutschen Kolonialhauses Antelmann zur Erziehung und beruflichen Ausbildung empfohlen wurden.“
Von der Exotik des Deutschen Kolonialhauses ließen sich auch Kaiser Wilhelm II. und der Großherzog Friedrich Franz IV. von Mecklenburg-Schwerin anstecken und Bruno Antelmann wurde zum Hoflieferanten ernannt.
1914 verkaufte Bruno Antelmann das Deutsche Kolonialhaus an die Firma Woermann, die das Gebäude bis etwa 1935 als Lager nutzte. Im Zweiten Weltkrieg wurde es bis auf die Grundmauern zerstört, heute befinden sich dort moderne Bürogebäude. Die monumentalen Portallöwenfiguren befinden sich heute auf dem Vorplatz des Museums Reinickendorf.